# 鄭欽 (成化進士)
鄭欽（1434年—？），字尚敬，福建興化府莆田縣人，軍籍，明朝政治人物。進士出身。

## 生平
早年出身儒士，福建鄉試第五十四名。成化十一年（1475年）乙未科會試第二百五十一名，殿試登進士第三甲第六十五名。

## 家族
曾祖父鄭大臻。祖父鄭士團。父亲鄭玉睴。